# Korskrobanen
Korskrobanen, officielt Korskro Motorsportscenter, er en motorbane, hvor der historisk primært er kørt motorcykelløb som speedway, men siden en ombygning i 2017 også billøb som rallycross og crosskart. Banen er beliggende ved afkørsel 73 på Esbjergmotorvejen, cirka 10 km nordøst for Esbjerg.
På grund af problemer med lovligheden af Esbjerg Automobil og Motorcykelklubs arrangementer i 1930'erne valgte man efter 2. Verdenskrig at anlægge en bane til motorcykelløb. I foråret 1946 fik Esbjerg Motorsport en aftale i stand om at overtage en jordlod ved Korskro til anlæg af en motorcykelbane. Anlægsarbejdet forgik rent manuelt, 50 mand arbejdede om aftenen hele foråret og sommeren og alt foregik med håndkraft.
Søndag den 7. juli 1946 åbnede Korskrobanen. Åbningen blev en succes med over 6.000 besøgende.

## Eksterne Henvisninger
- Banens Facebook-side

| Sport | Spire Denne artikel om sport er en spire som bør udbygges. Du er velkommen til at hjælpe Wikipedia ved at udvide den. |

55°31′38″N 8°35′30″Ø / 55.5272°N 8.5917°Ø
| | Denne artikel kan blive bedre, hvis der indsættes et (bedre) billede Hjælp os ved at uploade dit eget billede eller finde et på Internettet. \| Se nærmere om hvordan \| \| ---------------------------------------------------------------------------------------------------------------------------------------------------------------------------------------------------------------------------------------------------------------------------------------------------------------------------------------------------------------------------------------------------------------------------------------------------------------------------------------------------------------------------------------------------------------------------------------------------------------------------------------------------------------------------------------------------------------------------------------------------------------------------------------------------------------------------- \| \| Du kan hjælpe ved at uploade et eller flere af dine billeder til Wikimedia Commons iht. de tilladte licenser og indsætte det/dem i artiklen. Har du ikke selv taget et billede, kan du søge efter eksisterende filer på Wikimedia Commons eller på fx på Flickr - fx med værktøjet Free Image Search Tool. Værktøjet er på engelsk, men du skal blot klikke på linket og derefter på knappen "Do it!". Du kan ændre antallet af viste eksempler ved at rette "5" til fx "25" hvis du ikke fandt et godt billede. Du skal være opmærksom på, at fair use ikke er tilladt på den danske Wikipedia. Er du i tvivl kan du spørge en administrator om hjælp. Kan du ikke finde nogle frie billeder, kan du prøve at spørge ejeren af ikke-frie billeder, om de vil donere et billede. Du kan finde eksempler på forespørgsel her. \| |
| Se nærmere om hvordan | |
| Du kan hjælpe ved at uploade et eller flere af dine billeder til Wikimedia Commons iht. de tilladte licenser og indsætte det/dem i artiklen. Har du ikke selv taget et billede, kan du søge efter eksisterende filer på Wikimedia Commons eller på fx på Flickr - fx med værktøjet Free Image Search Tool. Værktøjet er på engelsk, men du skal blot klikke på linket og derefter på knappen "Do it!". Du kan ændre antallet af viste eksempler ved at rette "5" til fx "25" hvis du ikke fandt et godt billede. Du skal være opmærksom på, at fair use ikke er tilladt på den danske Wikipedia. Er du i tvivl kan du spørge en administrator om hjælp. Kan du ikke finde nogle frie billeder, kan du prøve at spørge ejeren af ikke-frie billeder, om de vil donere et billede. Du kan finde eksempler på forespørgsel her. | |